# 路口镇 (莲花县)
路口镇，是中华人民共和国江西省萍乡市莲花县下辖的一个乡镇级行政单位。

## 行政区划
路口镇下辖以下地区：
路口村、丰施村、范家村、街头村、庙背村、湖塘村、汤坊村、阳春村、同坑村和下垄村。

## 中国传统村落
2013年8月，湖塘村被评为第二批中国传统村落。